# Nur für starke Nerven
Nur für starke Nerven (später: Die Mitternachtsstory) war eine Hörfunksendung des Senders Freies Berlin (SFB), in der Friedrich Schoenfelder Grusel- und Kriminalgeschichten zur guten Nacht vorlas. Sie wurde von 1973 bis 1990 ausgestrahlt.

## Geschichte
Der Schauspieler Friedrich Schoenfelder schlug 1972 der Unterhaltungsabteilung des SFB vor, eine Sendereihe zu starten, in der er selbst ausgewählte Gruselgeschichten vorlesen sollte. Die erste Sendung lief am 1. Juni 1973. Friedrich Schoenfelder las dabei die Geschichte Das Meisterwerk von Robert Bloch. Andere namhafte Autoren, von denen Geschichten zum Vortrag kamen, waren Ray Bradbury, John Collier und Donald A. Wollheim.
Bis Ende 1986 liefen über 500 Folgen der Sendereihe, die 1987 in Die Mitternachtsstory umbenannt wurde. Im April 1990 wurde die Sendereihe eingestellt.